# نایف المطیری
نایف منصور المطیری (انگلیسی: Naif Mansour؛ زادهٔ ۱۲ دسامبر ۱۹۸۷) یک ورزشکار اهل عربستان سعودی است.